# Provinces du Nord
Les provinces du Nord, dites aussi localement « régions du Nord », correspondent aux subdivisions territoriales les plus septentrionales du Maroc ; la région de l'Oriental, située au nord-est et s'étendant beaucoup plus vers le sud, n'en faisant pas partie. Par opposition géographique, il est question des provinces du Sud du pays. L'établissement public chargé de leur promotion et de leur développement économique et social est l'« Agence du Nord ».

## Géographie
Les provinces du Nord sont bordées au nord par le détroit de Gibraltar et la mer Méditerranée, à l'est par la région de l'Oriental, au sud par les régions Fès-Boulemane et Gharb-Chrarda-Beni Hssen, et à l'ouest par l'océan Atlantique.
Leur superficie est d'environ 35 973 km2, tandis que leur littoral s'étend sur 394 km (294 km de côte méditerranéenne et 100 km de côte atlantique).

## Administration et politique
Passées de neuf à onze depuis 2009 et la création des provinces de Guercif et d'Ouezzane, les provinces du Nord (collectivités territoriales et circonscriptions déconcentrées) forment deux des seize régions administratives marocaines (collectivités territoriales) et sont ainsi réparties par région, de l'ouest vers l'est :
- à l'extrême nord-ouest du pays, Tanger-Tétouan (seule région du Maroc associée à deux circonscriptions déconcentrées dites « wilayas » au lieu d'une) : préfecture de Tanger-Asilah et province de Fahs Anjra dans la wilaya de Tanger ; province de Tétouan, préfecture de M'diq-Fnideq, province de Larache, province de Chefchaouen et province d'Ouezzane dans la wilaya de Tétouan ;
- au nord central, Taza-Al Hoceïma-Taounate : province d'Al Hoceïma, province de Guercif, province de Taza et province de Taounate.

En 1995, a été créé un établissement public chargé de leur promotion et de leur développement économique et social, couramment appelé « Agence pour la promotion et le développement du Nord » (APDN) ou plus simplement « Agence du Nord ». Son siège, longtemps basé à Rabat, la capitale du pays, a été transféré à Tanger.

## Patrimoine naturel
Trois parcs nationaux s'étendent dans les provinces du Nord : celui de Talassemtane (région Tanger-Tétouan), celui de Tazekka et celui d'Al Hoceïma (région Taza-Al Hoceïma-Taounate).